# کاخ وورتسبورگ
کاخ وورتسبورگ (به آلمانی: Würzburger Residenz) ساختمانی با معماری باروک است که در مرکز شهر وورتسبورگ قرار دارد. ساخت این بنا در سال ۱۷۱۹ و در سال ۱۷۴۴ به صورت کامل پایان یافت. تزئینات داخلی بنا در سال ۱۷۸۱ تمام شد.
این بنا تا پایان دوران سرزمین‌های مقدس توسط سکولارها، محل اقامت کشیش اعظم وورتسبورگ بوده‌است. این بنا یکی از معروف‌ترین آثار باروک در جنوب آلمان و در بعد اروپایی یکی از آثار باروک متاخر در نظر گرفته می‌شود. از نظر ارزش هنری این اثر با کاخ شون‌برون در وین و کاخ ورسای در پاریس قابل مقایسه است. در سال ۱۹۸۱ رزیدنس و بناهای اطراف آن توسط یونسکو به عنوان میراث جهانی شناخته شدند.
علت انتخاب این بنا توسط یونسکو، یکتا بودن آن میان توسط تمامی کاخ‌های باروک، طراحی منحصربه‌فرد و چندملیتی آن، ترکیب معماری اروپای باروک بود.